# Шпигунські ігри, або Історія вершиться вночі
«Шпигунські ігри, або Історія вершиться вночі» — кінофільм режисера Ілкка Ярви-Латура, що вийшов на екрани в 1999 році.

## Зміст
Розвідникові за обов'язком служби заборонено кохати. Особливо якщо обожнюваний об'єкт працює на іншу спецслужбу. Для Гаррі, досвідченого агента ЦРУ, і Наташі, юної розвідниці КДБ, взаємне стеження переросло у справжнє кохання. Однак, відкриваючи один одному почуття, вони все ж зберігають секрети своїх країн. Їхні стосунки склалися б майже ідеально, якби не загадкова плівка з важливою секретною інформацією і не звістка про те, що всі колишні власники цієї плівки вже мертві. 

## Ролі
| Актор           | Роль |
| --------------- | ---- |
| Білл Пуллман    | -    |
| Ірен Жакоб      | -    |
| Бруно Кербі     | -    |
| Гленн Пламмер   | -    |
| Удо Кір         | -    |
| Андре Уманськи  | -    |
| Федір Аткин     | -    |
| Янне Кіннунен   | -    |
| Лінда Зиллиакус | -    |
| Jevgeni Haukka  | -    |

## Знімальна група
- Режисер — Ілкка Ярви-Латур
- Сценарист — Патрік Амос, Жан-П'єр Горен
- Продюсер — Джонатан Карлсен, Керрі Рок, Жорж Бенаюн
- Композитор — Кортні Пайн